# 陸戦研究
『陸戦研究』（りくせんけんきゅう）は、幹部自衛官やそのOBによって構成される「陸戦学会」が発行する、陸上における作戦や広く軍事に関係する論文等を掲載する月刊の雑誌である。

## 概要
主として過去の戦史、諸外国の国防政策および部隊の教育・訓練に関する論文や翻訳、語学コーナー、図上演習等が掲載されている。読者が限定されていることから各種の部隊行動など自衛隊内のことについても当事者が論文（所感文）を執筆していることが多い。
市販はされておらず国立国会図書館など全国でも限られた図書館に一部が所蔵されている程度であり一般の入手は困難だったが、現在では国立国会図書館のデジタルコレクションに収録されているため、デジタル化資料送信サービスに参加する図書館からの閲覧も可能や遠隔複写サービスが利用できる。